# Pringy (Seine-et-Marne)
Pringy település Franciaországban, Seine-et-Marne megyében. Lakosainak száma 3861 fő (2022. január 1.). Pringy Boissise-le-Roi, Saint-Fargeau-Ponthierry és Saint-Sauveur-sur-École községekkel határos.

## Népesség
A település népességének változása:
| Lakosok száma | 2735 | 2872 | 2995 | 2924 | 2894 | 2954 | 3254 | 3558 | 3861 |
|               | 2013 | 2015 | 2016 | 2017 | 2018 | 2019 | 2020 | 2021 | 2022 |